# Namibia na Letnich Igrzyskach Olimpijskich 2004
Namibię na Letnich Igrzyskach Olimpijskich 2004 reprezentowało 8 zawodników : 7 mężczyzn i 1 kobieta. Był to 4 start reprezentacji Namibii na letnich igrzyskach olimpijskich.

## Skład kadry

### Boks
Mężczyźni – kategoria piórkowa (48 kg)
- Joseph Jermia – 5. miejsce

Mężczyźni – kategoria musza (51 kg)
- Paulus Ambunda – 5. miejsce

### Kolarstwo
Mężczyźni – kolarstwo górskie
- Mannie Heymans – 29. miejsce

### Lekkoatletyka
Kobiety – bieg na 800 m
- Agnes Samaria – odpadła w półfinale

Mężczyźni – bieg na 100 m
- Frankie Fredericks – odpadł w ćwierćfinale
- Christie van Wyk – odpadł w eliminacjach

Mężczyźni – bieg na 200 m
- Frankie Fredericks – 4. miejsce

### Strzelectwo
Mężczyźni – pistolet pneumatyczny 10 m
- Friedhelm Sack – 33. miejsce

Mężczyźni – pistolet dowolny 50 m
- Friedhelm Sack – 41. miejsce

### Zapasy
Mężczyźni – styl wolny kategoria 96 kg
- Nico Jacobs – 18. miejsce